# Moltres
Moltres (ファイヤー, Faiyā, Fire nas versões originais em japonês) é uma espécie de Pokémon na franquia Pokémon, criada pela Nintendo e Game Freak. Criado por Ken Sugimori, Moltres aparece pela primeira vez nos jogos de videogame Pokémon Red and Blue e mais tarde em subsequentes sequencias. Moltres é um das Três Miragens Aladas (winged mirages), junto de Articuno e Zapdos. Seus nomes foram trocados na versão ocidental devido a Nintendo querer dar aos Pokémons "nomes inteligentes e descritivos." Moltres, por exemplo, vem da combinação da palavras "molten," (derretido, em inglês) relacionado a lava, and "tres," tradução em espanhol para três.
Conhecido como o Pokémon da Chama (Flame Pokémon), Moltres é um pássaro largo, notado por sua habilidade de controlar o fogo. Faz multiplas aparições no anime e no manga, sendo que o mais notável foi no filme Pokémon The Movie 2000. Moltres também aparece em spin-offs de Pokémon, como em Super Smash Bros. Melee e Super Smash Bros. Brawl. Desde sua primeira aparição em Red e Blue, Moltres recebeu uma recepções geralmente mistas. Moltres foi destaque em vários produtos da franquia, incluindo cards em Pokémon Trading Card Game, onde um card especial do Moltres foi dado para celebrar o lançamento de Pokémon The Movie 2000. Moltres foi comparado com outras criaturas da ficção, incluindo as criaturas vistas no concerto de balé de Igor Stravinsky, The Firebird, os monstros em Godzilla on Monster Island, e a criatura mitológica Fênix.

## Design e caracteristicas

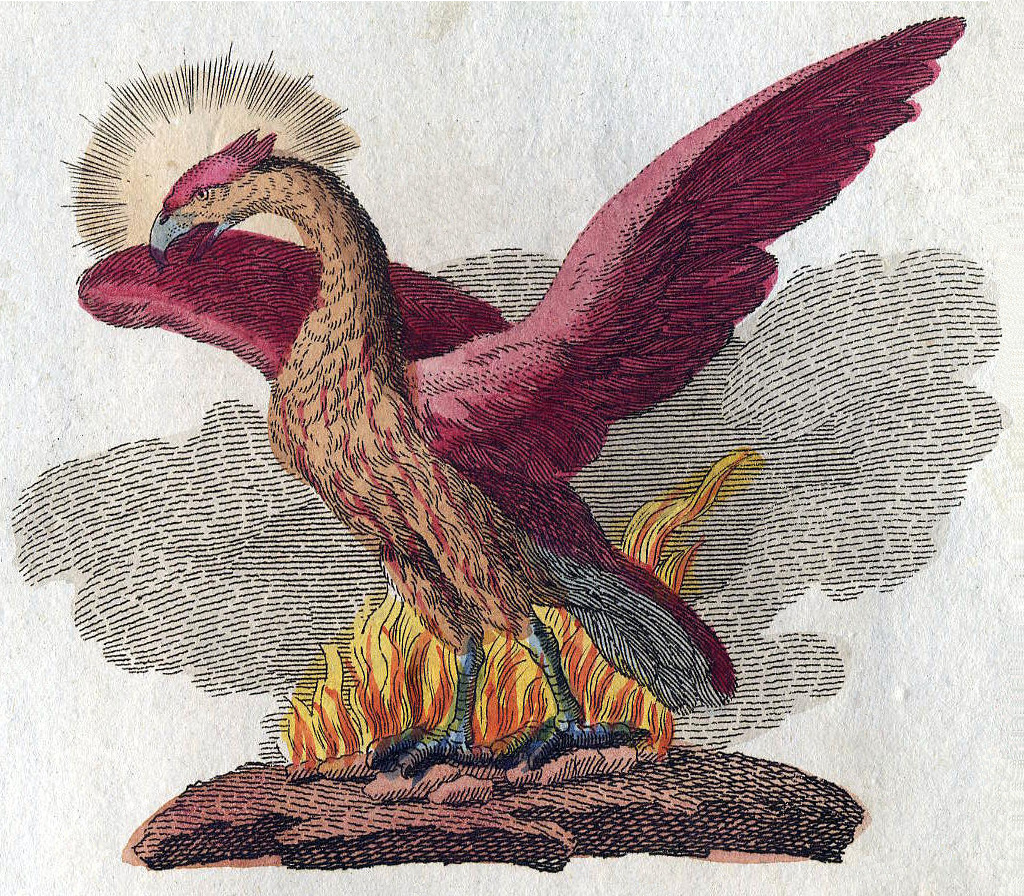
A criatura mitológica Fênix, a quem Moltres foi comparado devido dos dois serem aves de fogo.

Moltres foi um dos 151 diferentes designs feitos pela equipe de desenvolvimento de personagens da Game Freak e finalizado por Ken Sugimori para a primeira geração de Pokémon, os jogos Red e Green, que foram conhecidos fora do Japão como Pokémon Red e Blue. Originalmente chamado de "Fire" em Japonês, a Nintendo decidiu dar as várias espécies de Pokémon "nomes inteligentes e descritivos" relacionando a sua aparência ou características  translating the game for western audiences assim como para deixar os personagens mais relacionáveis com as crianças Americanas. O nome em inglês de Moltres é uma combinação of "molten" (derretido, em inglês), relacionado com a lava, and três, tradução em espanhol para três.
Moltres é conhecido como o Pokémon da Chama (Flame Pokémon), é um Pokémon Lendário, uma das três aves lendárias, junto de Articuno e Zapdos. É uma grande ave que literalmente está em chamas, sendo relacionado a uma Fênix. Moltres tem uma plumagem cor-de-chama, e its dazzling wings and elaborate head crest appear to be covered with flames. It has a straight, pointed brown break, which is the same color as its feet. Moltres pode livremente criar e manipular fogo, e quando bate suas asas, pode criar brilhantes clarões de chamas. Se seu corpo sofre machucados por qualquer motivo, ele procura por um vulcão e se mergulha em magma derretida para se curar. Quando Moltres acha que está em um possível perigo, ele pode criar um clarão de fogo e aparentemente desaparece, voando de forma bem rápida. Moltres parece viver em regiões quentes, particularmente vulcões ativos. Moltres migra para o sul durante a primavera, fazendo muitos acreditarem que sua aparição irá trazer um início de primavera.

## Aparições

### Nos videogames
A primeira aparição de Moltres foi nos jogos Pokémon Red e Blue. É um Pokémon altamente raro; similar a Articuno e Zapdos, Moltres aparece em uma partida uma única vez em uma locação fixa, e é muito difícil de derrotá-lo ou capturá-lo. Se for derrotado, ele desaparece. Ele aparece em várias sequencias, incluindo os remakes de Red e Blue Pokémon FireRed e LeafGreen, Pokémon Platinum, e Pokémon HeartGold e SoulSilver. Fora da série principal, Moltres também aparece nos games da série Pokémon Mystery Dungeon, Pokémon Snap, Pokémon Ranger: Guardian Signs, e em Super Smash Bros..

### Em outras midias
A primeira aparição ofical de Moltres no anime foi em "All Fired Up!" que marca a abertura oficial da Liga Pokémon, onde Moltres acende a tocha que é equivalente á Tocha Olímpica nos Jogos Olímpicos. Ele também faz um papel em Pokémon O Filme 2000: O Poder de Um, onde ele foi uma das três aves lendárias que o colecionador malévolo Lawrence III capturou para dá-lo acesso ao poder de Lugia, mas quando Moltres é capturado, o poder do controle climático que as aves tinham no planeta entra em colapso e quase causa uma catástrofe climática mundial, assim como Moltres é levado a travar uma guerra com os seus dois rivais, Articuno e Zapdos. Depois em um episódio de Pokémon Chronicles,  encontra um treinador chamado Silver que procura capturar Moltres, batalhando com o seu Salamence. Silver é interrompido pelos membros da Equipe Rocket Butch e Cassidy que tentam sequestrar Moltres. Ritchie e Silver se unem para derrotá-los e salvar Moltres, embora a ave de fogo tenha ficado extrememente enfraquecida com o ataque. Silver liberta Moltres, procurando capturá-lo em uma luta justa quando ele estivesse com plena força.

## Promoção e recepção
Desde sua aparição em Pokémon Red e Blue, Moltres recebeu uma recepção mista. Moltres has been featured em vários produtos da franquia, incluindo cards do Pokémon Trading Card Game, figuras de ação, brinquedos de pelúcia, e outros. Um card especial do Moltres foi dado para quem viu o filme Pokémon The Movie 2000.
A editora do Seattle Post-Intelligencer Paula Nechak comparou o trio de aves lendárias, bem como Lugia, com as criaturas vistas no concerto de balé de Igor Stravinsky The Firebird. O editor da Allgame Jason White comparou Moltres ao pássaro mitológico, Fênix  A GameAxis Unwired elogiou Moltres junto com Articuno e Zapdos por fazer Pokémon Red e Blue "legal." O Daily Texan criticou a aparição de Moltres no filme Pokémon 2000, afirmando que ele não tinha a "personalidade humana que faz os outros Pokemons tão cativantes". O editor do Reeling Reviews Robin descreveu a batalha realizada entre Moltres, Articuno, e Zapdos muito similar as batalhas do filme Godzilla on Monster Island. O editor do Acess AtlantaAccess Atlanta Bob Longino criticou os sons das aves, comentando que o ruido "demais para os ouvidos dos adultos." Em uma pesquisa feita pela Official Nintendo Magazine, Moltres foi votado como um dos Melhores Pokémon do Tipo Fogo. Eles descreveram-o "A Própria Fênix Pokémon das chamas", afirmando que "este pássaro lendário cria um flash brilhante de chamas quando ele bate as asas."